# 時間戳
時間戳記或稱為時間標記（英語：timestamp）是指字符串或编码信息用于辨識记录下来的時間日期。国际标准为ISO 8601。
時間戳記的範例如下：
- 2016-12-25T00:15:22Z
- 2005-10-30 10:45 UTC
- Sat Jul 23 02:16:57 2005
- 2016年12月25日 (日) 00:14 (UTC)